# Mami
Mami, Mamma of Mama ('moeder'; niet te verwarren met Mamitu) (ook Ninmah en Nintu) was in de Akkadische mythologie een moedergodin met een rol als 'vroedvrouw' en helper bij de schepping van de mens, blijkens teksten als het Atrahasis-epos. Vermoedelijk kwam zij overeen met de godin Ninhursag. Mamma werd ook gebruikt in vrouwelijke eigennamen.